# Jan Buijs (musicus)
Jan Buijs (12 juli 1937 - 23 december 2010) was een Nederlands musicus. Hij was begin jaren zestig oprichter en voorman van de skiffleband Electric Johnny & The Skyriders die ook in andere delen van Nederland optrad. In zijn band speelden in de loop van de tijd zes latere leden van The Cats mee. Zijn dansschool had een belangrijke rol in de Volendamse muziekwereld en fungeerde als kweekvijver voor veel opkomende artiesten en bands.

## Biografie
Buijs had in Volendam de bijnaam Spruitje. Rond 1958 richtte Buijs de skiffleband Electric Johnny & The Skyriders op, waarbij hij zelf fungeerde als Electric Johnny. Cees (Pluk) Mooijer, de eerste drummer van The Cats, was er vanaf het begin bij. Het was geen hechte formatie en er wisselden geregeld bandleden.
Op een gegeven moment sloten de latere Cats-leden Cees Veerman en Arnold Mühren zich aan bij de band. Rond 1958/59 liep de band tijdens een talentenjacht een prijs mis, omdat een jurylid, de voetballer en crooner Dick Maurer, vond dat Veerman tegen het tijdstip van de prijsuitslag allang op bed had moeten liggen.
Op een gegeven moment stemde Buijs ook in met de uitbreiding van de band met twee andere, latere Cats-leden, Jaap Schilder en Piet Veerman. Niet lang erna splitsten de vijf zich af en gingen ze na twee naamsveranderingen verder als The Cats. Buijs verliet rond deze tijd de band, terwijl ondertussen opnieuw een later Cats-lid zich bij de Skyriders voegde, Theo Klouwer, de latere drummer van The Cats.
Buijs bleef van groot belang voor de opkomende muzikanten en bands in Volendam. Als eigenaar van een dansschool stelde hij opkomende muzikanten in de gelegenheid te oefenen met zijn geluidsinstallatie en kregen ze verder de kans om op te treden tijdens dansavonden. Hierdoor werd zijn dansschool een kweekvijver voor opkomende artiesten, met vroege optredens van bands als The Cats (toen nog Mystic Four), de Spoetnik Boys, de The Beat Boys, Left Side en ook bleven The Skyriders hier geregeld optreden.